# Ochicanthon dulitmontis
Ochicanthon dulitmontis là một loài bọ cánh cứng trong họ Bọ hung (Scarabaeidae).